# Paul Durand-Ruel

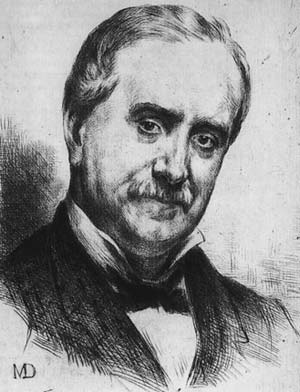
Marcellin Desboutin:
Porträt Paul Durand-Ruel (1882)

Paul-Marie Joseph Durand-Ruel (* 31. Oktober 1831 in Paris; † 5. Februar 1922 ebenda) war ein französischer Kunsthändler und Galerist. Durch seinen Einsatz für die Künstler des Impressionismus und seine Neuerungen im Galeriewesen zählt er zu den wichtigsten Persönlichkeiten des Kunstgeschehens in der zweiten Hälfte des 19. Jahrhunderts.

## Leben und Wirken

### Familie
Paul Durand-Ruels Eltern, Jean-Marie Fortuné Durand und seine Frau Marie-Fernande Ruel, betrieben zunächst einen Schreibwarenhandel im Pariser Quartier Latin. Das Geschäft wurde dann um den Bereich Malereibedarf erweitert und eine kleine Kunsthandlung angeschlossen. Die Inhaber erhielten oftmals von den Künstlern Kunstwerke als Gegenleistung für Pinsel und Farben. Durand-Ruel heiratete 1862 Jeanne Marie Eva Lafon (1841–1871). Aus der Ehe gingen fünf Kinder hervor, darunter die Söhne Joseph und George, die später ebenfalls in das Familienunternehmen eintraten.

### Berufliche Anfänge
1859 öffnete Paul Durand-Ruel seine erste eigene Galerie in der Rue de la Paix. Zu den ausgestellten Künstlern gehörten zunächst Vertreter der Schule von Barbizon und des Realismus wie Jean-Baptiste Camille Corot, Théodore Rousseau, Gustave Courbet, Charles-François Daubigny oder François Bonvin, von denen er überwiegend Landschaftsbilder und Stillleben zeigte.
Nach dem 1867 erfolgten Umzug seiner Galerie in die kostspielige Rue Lafitte ließ er die dortigen Räume aufwendig umbauen. Er führte hier eine neue Präsentationsform ein, indem er nur noch Bilder in Augenhöhe zeigte und die bisherige vollflächige Hängung, bei der die Gemälde dicht an dicht hingen, vermied. Hierdurch erhielt jedes Gemälde den Raum, um auf den Betrachter wirken zu können und eine bessere Beleuchtung. Darüber hinaus verzichtete er als Erster auf eine Eintrittsgebühr für die Galerie. Paul Durand-Ruel zahlte später seinen Künstlern Monatsgehälter, damit diese sich auf ihre Arbeit konzentrieren konnten und nicht vom Verkauf einzelner Werke abhängig waren.

### Galerist der Impressionisten

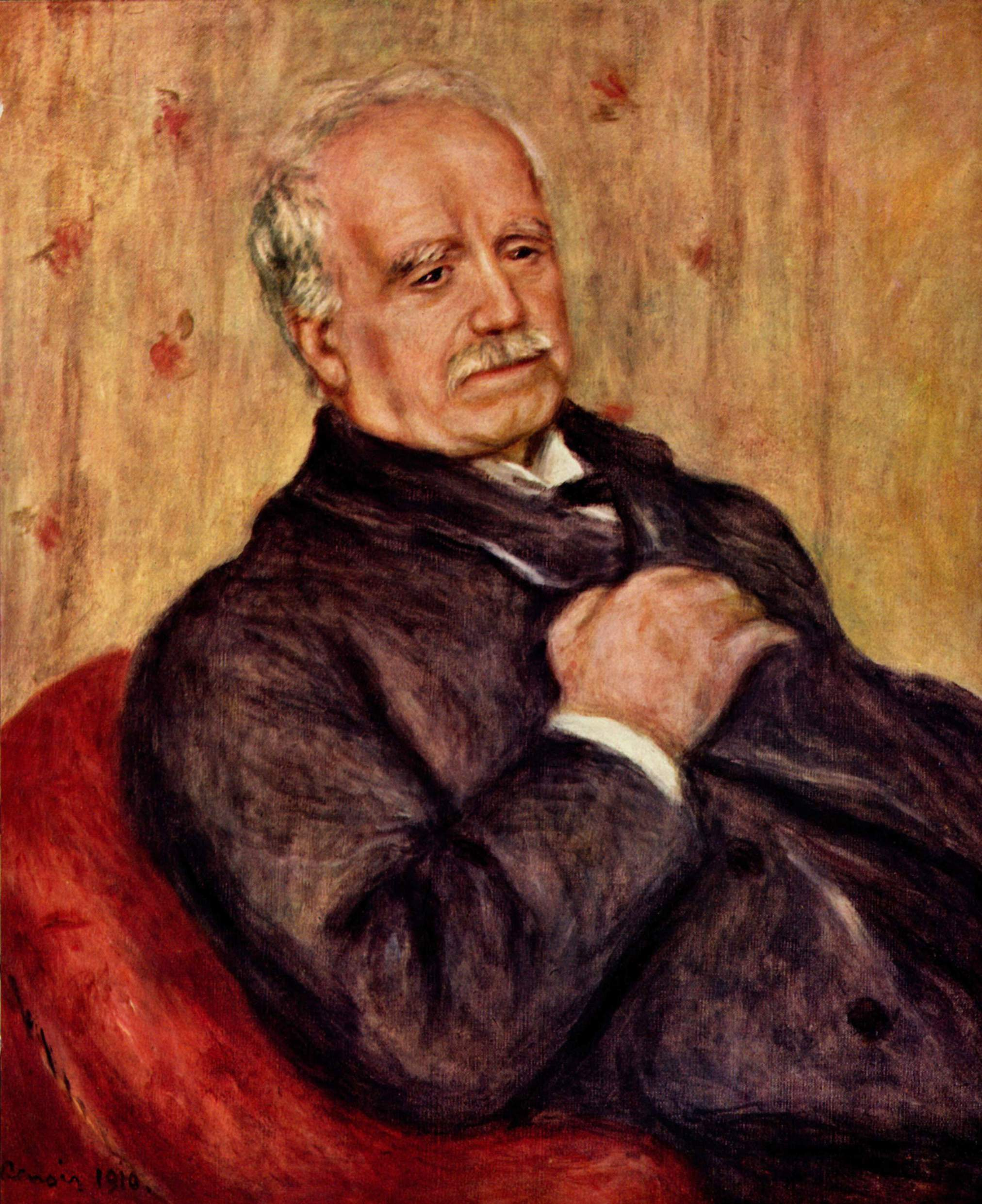
Pierre-Auguste Renoir:
Porträt Paul Durand-Ruel (1910)

Um dem Deutsch-Französischen Krieg und seinen Folgen zu entgehen, ging Durand-Ruel 1870 nach London, wo er Claude Monet und Camille Pissarro kennenlernte. 1871 kaufte er erstmals Werke von Monet. In der Londoner New Bond Street Nr. 168 und in der Brüsseler Rue du Persil Nr. 4 gründete er Dependancen seiner Galerie, bevor er 1872 nach Paris zurückkehrte.
Von Édouard Manet kaufte er im selben Jahr 23 Gemälde für insgesamt 35.000 Francs. Von den anderen Künstlern, die später Impressionisten genannt werden sollten, erwarb er ebenfalls frühzeitig im großen Stil Kunstwerke. Neben Manet, Monet und Pissarro gehörten zu den Künstlern in seiner Galerie, mit denen er auch befreundet war, Edgar Degas, Pierre-Auguste Renoir, Alfred Sisley und Paul Cézanne. Trotz Durand-Ruels Bemühungen und von ihm organisierten Ausstellungen blieben die meisten Kunstwerke jedoch unverkäuflich. Zu diesen Ausstellungen gehörte auch die zweite Impressionisten-Ausstellung 1876 in Durand-Ruels Räumen in der Rue Le Peletier Nr. 11.

### Persönlichkeit
Der private Paul Durand-Ruel wird von seinem Biografen als sehr konservativ beschrieben. Er sei in der Zeit der Dritten Republik glühender Anhänger der Monarchie gewesen und habe sich gegen eine Trennung von Kirche und Staat ausgesprochen. Paul Durand-Ruel verurteilte die Pariser Kommune und war in der Dreyfus-Affäre auf der Seite der antisemitisch geprägten Dreyfusgegner. Dies hinderte ihn jedoch nicht, Künstler in seiner Galerie auszustellen, wie den Kommunarden Gustave Courbet, den jüdischen Anarchisten Camille Pissarro und die bekennenden Republikaner Édouard Manet und Claude Monet. Das Verhältnis zu „seinen“ Malern war im Lauf der Jahre nicht gleichmäßig gut. Einige Maler wechselten zu anderen Galeristen, andere verkauften gelegentlich Bilder hinter seinem Rücken. Eine enge Freundschaft bestand zu Pierre-Auguste Renoir, der ihn und seine Familie porträtierte.

### Unternehmer
1883 organisierte Durand-Ruel mehrere, nicht sonderlich erfolgreiche Ausstellungen in Berlin, Rotterdam, London und Boston. Die schwer verkäuflichen Bilder und eine Affäre um einen gefälschten Daubigny brachten Durand-Ruel 1884 an den Rand des Konkurses. Erst die Malerin Mary Cassatt stellte die Verbindung zu wohlhabenden amerikanischen Sammlern wie Sarah Choate Sears aus Boston, Louisine W. Havemeyer aus New York und Bertha Honoré Palmer aus Chicago her. Von James F. Sutton und der American Art Association eingeladen, verschiffte Durand-Ruel 1886 rund 300 Gemälde von Renoir, Manet, Monet, Degas und Sisley nach New York und verhalf so den Künstlern, über den Umweg in die Vereinigten Staaten, zum Durchbruch.
1887 eröffnete Durand-Ruel eine Filiale an der Fifth Avenue in New York, welche den dauerhaften finanziellen Erfolg des Galeristen sicherte. In den Grafton Galleries in London organisierte Durand-Ruel Anfang 1905 eine nahezu 300 Gemälde umfassende Impressionisten-Ausstellung, u. a. mit Werken von Cézanne, Degas, Manet, Monet, Morisot, Pissarro, Renoir und Sisley.
Durand-Ruel war 1883 Leihgeber, als Fritz Gurlitt mit Unterstützung von Carl und Felice Bernstein sowie Charles Ephrussi die erste Ausstellung impressionistischer Kunst in Deutschland zeigte. 1896 vermittelte er der Nationalgalerie in Berlin Manets Im Wintergarten, 1897 Cézannes Mühle an der Couleuvre bei Pontoise.
In der Zeit von 1891 bis zu seinem Tod 1922 verkaufte Durand-Ruel etwa 12.000 Gemälde und organisierte über 200 Ausstellungen. Danach kamen schätzungsweise ein Drittel aller impressionistischen Gemälde durch seine Galerie zum Verkauf. Später versagte jedoch das sichere Gespür des Galeristen und Paul Durand-Ruel erkannte die Qualität von Künstlern wie Paul Gauguin und Henri Matisse nicht.

## Ausstellungen
- Paul Durand-Ruel. Le pari de l’impressionnisme. (Die Wette auf den Impressionismus.) Musée du Luxembourg, Paris. 9. Oktober 2014 bis 8. Februar 2015.[2] Anschließend in der Londoner National Gallery mit dem Titel Inventing Impressionism und im Philadelphia Museum of Art.[3][4]